# Althepus guan
Espèce
Althepus guan est une espèce d'araignées aranéomorphes de la famille des Psilodercidae.

## Distribution
Cette espèce est endémique de Sumatra en Indonésie,. Elle se rencontre vers Payakumbuh.

## Description
Le mâle holotype mesure 5,19 mm et la femelle paratype 4,05 mm.

## Publication originale
- Li, Liu, Wongprom & Li, 2018 : Sixteen new species of the spider genus Althepus Thorell, 1898 (Araneae: Ochyroceratidae) from Southeast Asia. Zootaxa, no 4471(3), p. 401-445.